# Alkaiosz tirünszi király
Alkaiosz (görög betűkkel Ἀλκαῖος, latinosan Alcaeus) görög mitológiai alak, Tirünsz királya, Perszeusz és Androméda fia. 
Asztüdameiát vagy Laonomét vette feleségül, fia Amphitrüón, lányai Anaxó és Perimédé. Amphitrüón Héraklész mostohaapja volt (innen származik Héraklész eredeti neve, Alkaiosz, és mellékneve: alkaidész, azaz 'Alkaiosz utódja'). Lánya, Anaxó a mükénéi Élektrüón király felesége lett.